# KR Близнецов
KR Близнецов (лат. KR Geminorum) — двойная затменная переменная звезда (E) в созвездии Близнецов на расстоянии (вычисленном из значения параллакса) приблизительно 10 750 световых лет (около 3 396 парсек) от Солнца. Видимая звёздная величина звезды — от +16,8m до +16,3m. Орбитальный период — около 0,54 суток (12,96 часа).
Открыта Борисом Кукаркиным и др. в 1968 году.

## Характеристики
Первый компонент — жёлтая звезда спектрального класса G. Эффективная температура — около 5892 К.